# الماس‌های ضربه‌ای

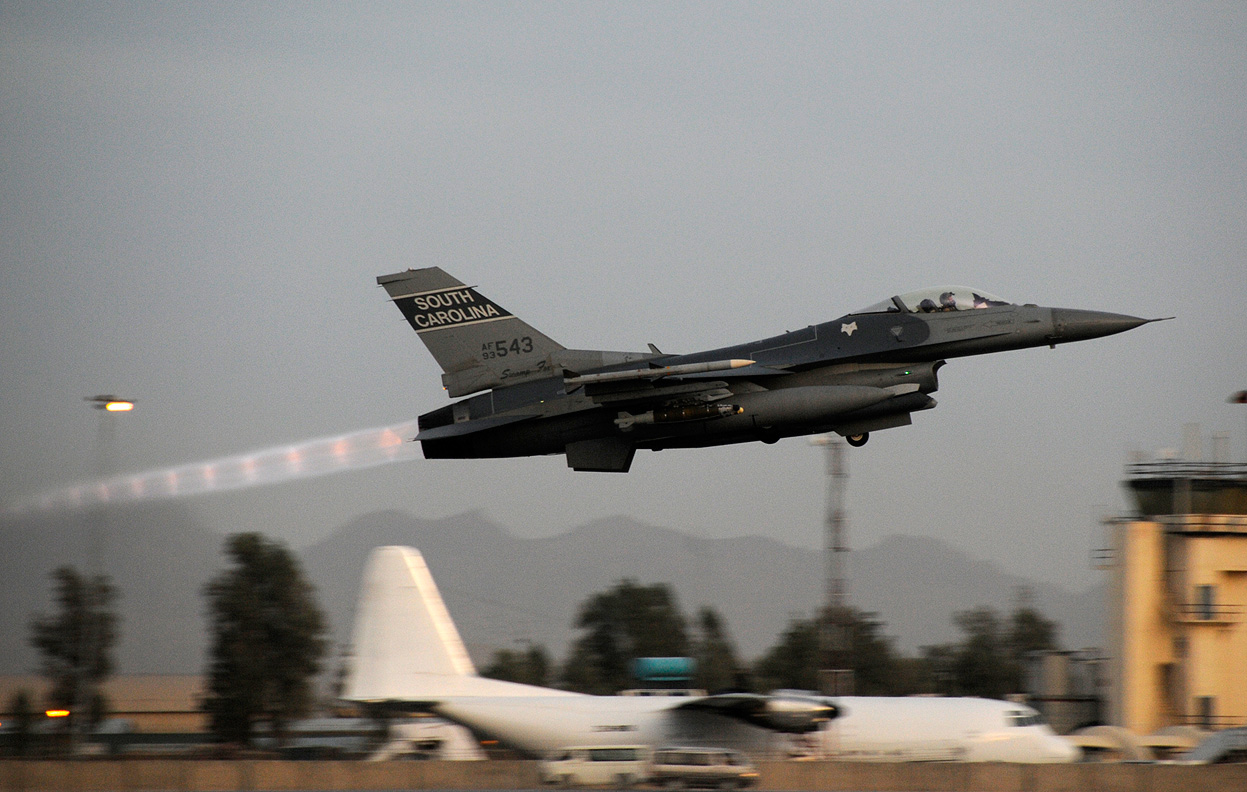
پدیدهٔ الماس‌های ضربه‌ای در حین بلند شدن یک فروند جنگنده اف-۱۶.

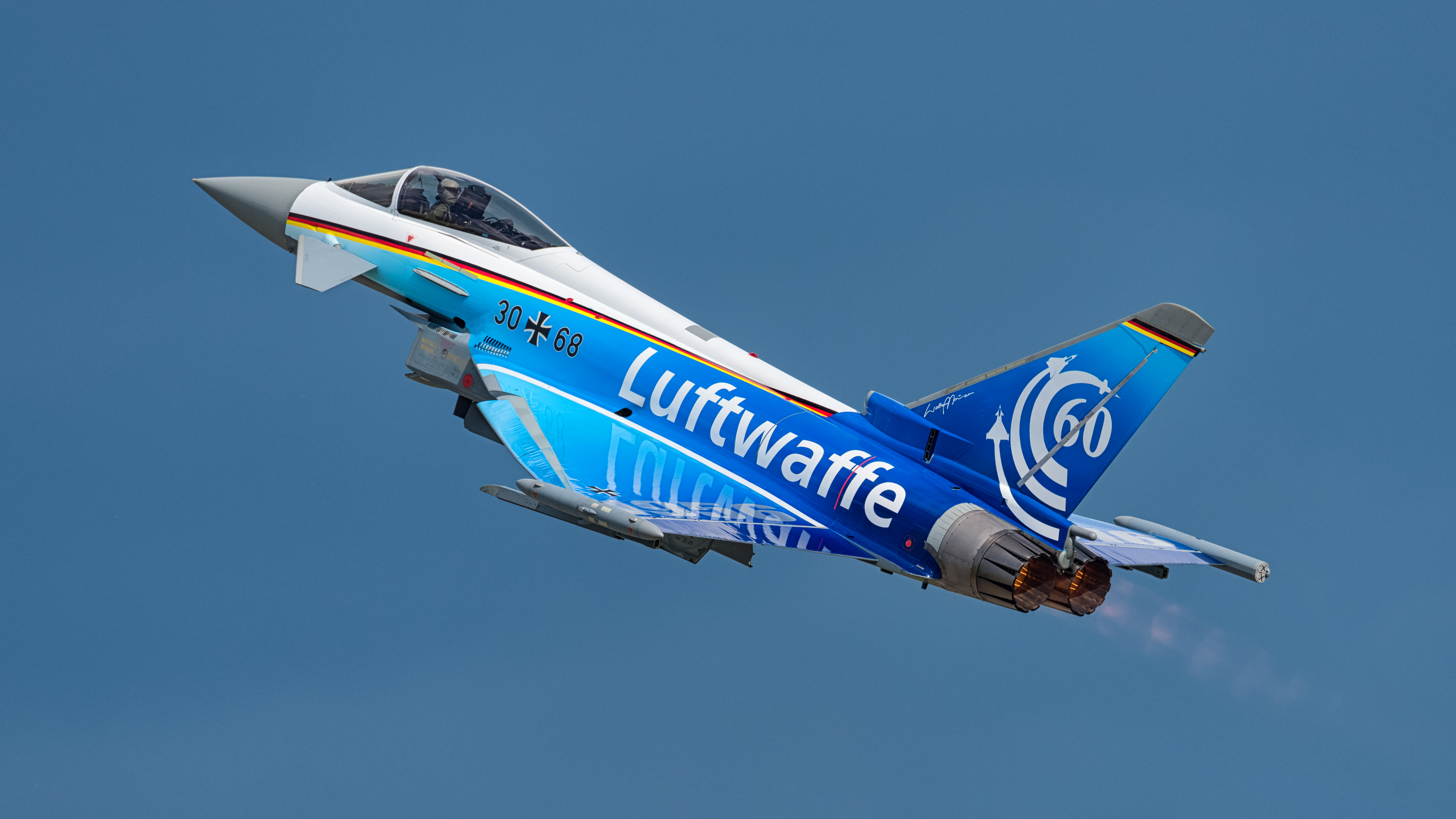
نگاره‌ای از یک فروند یوروفایتر تایفون متعلق به لوفت‌وافه در حین بلند شدن. پدیدهٔ الماس‌های ضربه‌ای که در نگاره قابل مشاهده است.

الماس‌های ضربه‌ای (به انگلیسی: Shock Diamonds) یا  دیسک‌های ماخ (به انگلیسی: Mach Disks) نام پدیده‌ای در علم فیزیک است که معمولاً در هنگام خروج گاز از موتور جت‌ها و موشک‌ها در هنگام برخاستن دیده می‌شود. این پدیده حاصل اختلاف فشار گازهای خروجی از دهانه با فشار هوای محیط است.